# レ・サント諸島
レ・サント諸島 (Îles des Saintes) とは、カリブ海のフランス領グアドループにある小さな諸島である。
バス・テール島の南の方にあり、テール・ド・バ島 (Terre-de-Bas) を中心にテール・ド・オー島 (Terre-de-Haut) など6つの島々から成る。
総面積は13km2で、中心地はテール・ド・バ島にあるテール・ド・バ。テール・ド・オー島にもテール・ド・オーと言う町がある。
戦略上、重要な場所だったため、フランスはヨーロッパ諸国との間で1666年、1782年と島の争奪戦争が2回起きたが、1782年にフランスの領有が確定した。要塞の跡地が現在も残っている。美しいビーチがあり、観光も盛んである。

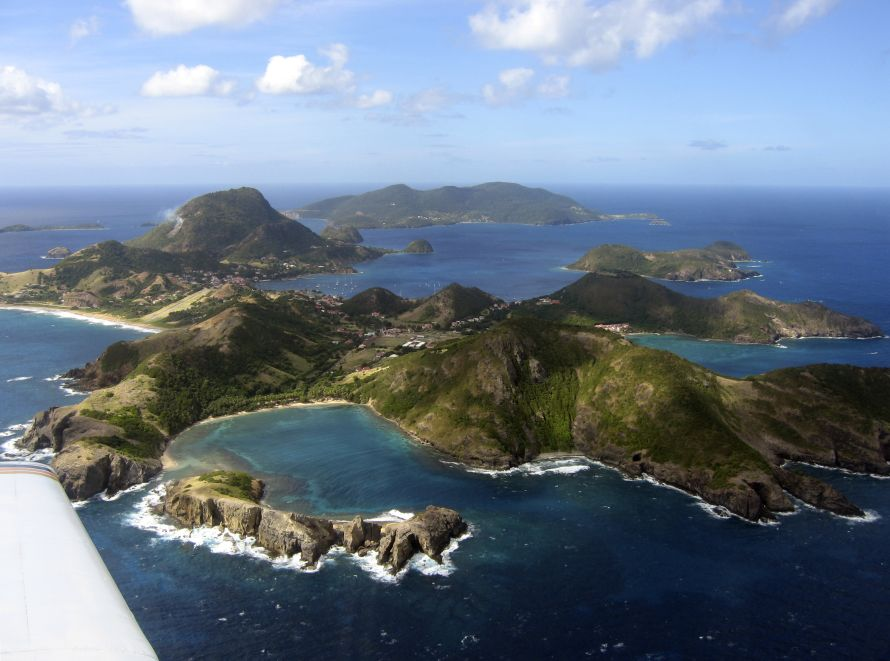
イル・デ・サント